# 台北市立稲江高級商業職業専門学校
台北市立稲江高級商業職業専門学校（たいぺいしりつとうこうきゅうしょうぎょうしょくぎょうせんもんがっこうTaipei Municipal Dao Jiang High School of Commerce）は、台湾台北市にある商業高校（3年制高専）。一般過程以外に実用技能学程と夜間部としての進修学校を併設している。

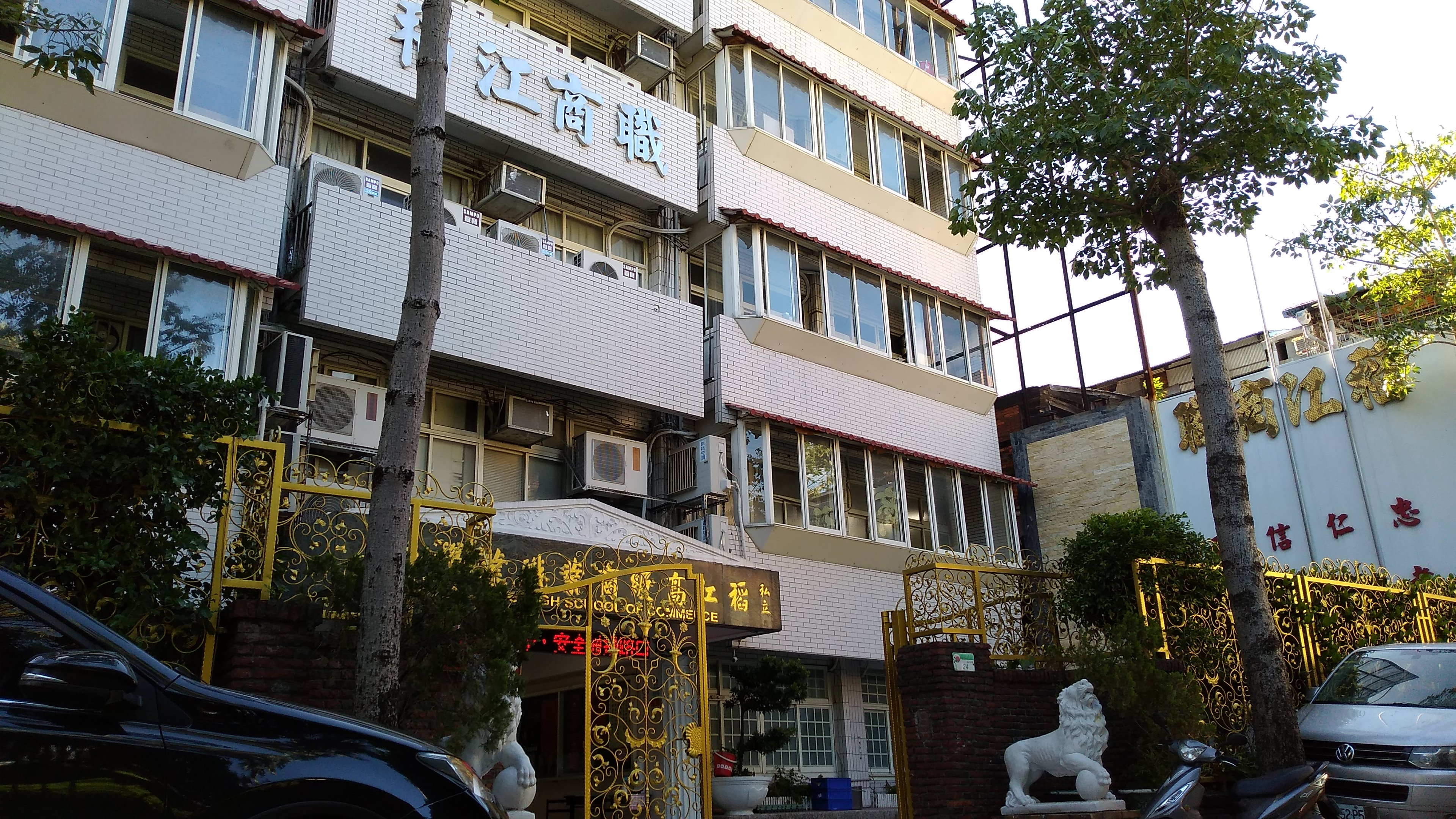

## 沿革
| 年     | 月日 | 事跡                                 |
| ------ | ---- | ------------------------------------ |
| 1962年 | 7月  | 台北市市立稲江商業職業補習学校が開校 |
| 1968年 | -    | 台北市市立稲江高級商業職業学校       |
| 1968年 | 2月  | 新校舎落成                           |

## 組織
- 全日部
  - 商業経営科
  - 観光事業化
  - 広告設計科
  - 応用外語科日文組

- 実用技能学程

- 夜間進修学校
  - 商業経営科
  - 観光事業科

## 校歌
大屯山高 淡水流長 稲商学府 邁声全台

国家富強 民族精英 国民生計 商業繁栄

刻苦耐労 敦品力学 親愛精誠 同心同徳

今日是稲商的学子 明日是国家的棟樑

偉哉! 稲商! 偉哉! 稲商。